# 長崎鼻 (鹿児島県)

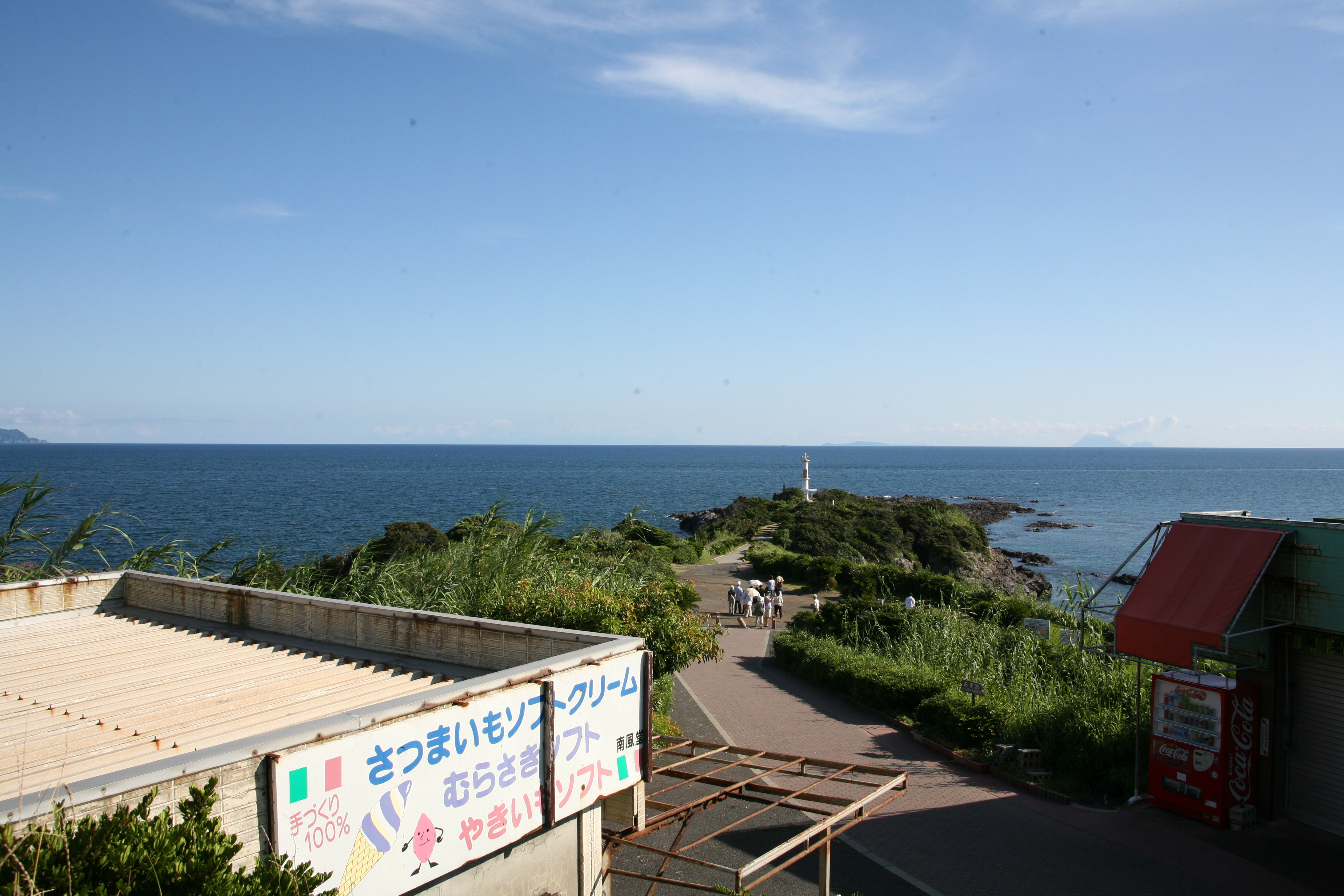
長崎鼻

長崎鼻（ながさきばな）は、鹿児島県南部、薩摩半島の最南端にある岬である。鹿児島県指宿市山川岡児ケ水（旧：山川町）に位置する。指宿カルデラの外輪山の一角を成しており、一帯は火山岩にて形成されている。

## 概要
「鼻」と付く地名は名の如く、岬の基部が末広がりになる三角形状の地形であることが多い。鼻と名の付く岬は全国の至る地方で見られるが（特に九州で多い）、その中で最も有名な岬である。
長崎鼻からすぐ西方には、海越しに端整な山容で知られる開聞岳がそびえ、妨げる障害物は何もないため、岬から眺める山容は非常に美しい。また、晴天時だと岬の展望台から遠く屋久島の宮之浦岳や硫黄島を遠望する。このように非常に風光明媚な土地であることから古くから観光開発されており、岬の展望台から1～2kmの沿線に土産物屋や飲食店がびっしりと建ち並び、長崎鼻パーキングガーデンという観光施設が設けられている。
また、この長崎鼻一帯にも浦島太郎伝説が伝わっており、竜宮神社が鎮座する。
岬及び周辺の海岸線一帯が霧島錦江湾国立公園の一角を成している。また、近辺に国の特別天然記念物であるソテツ自生地がある。

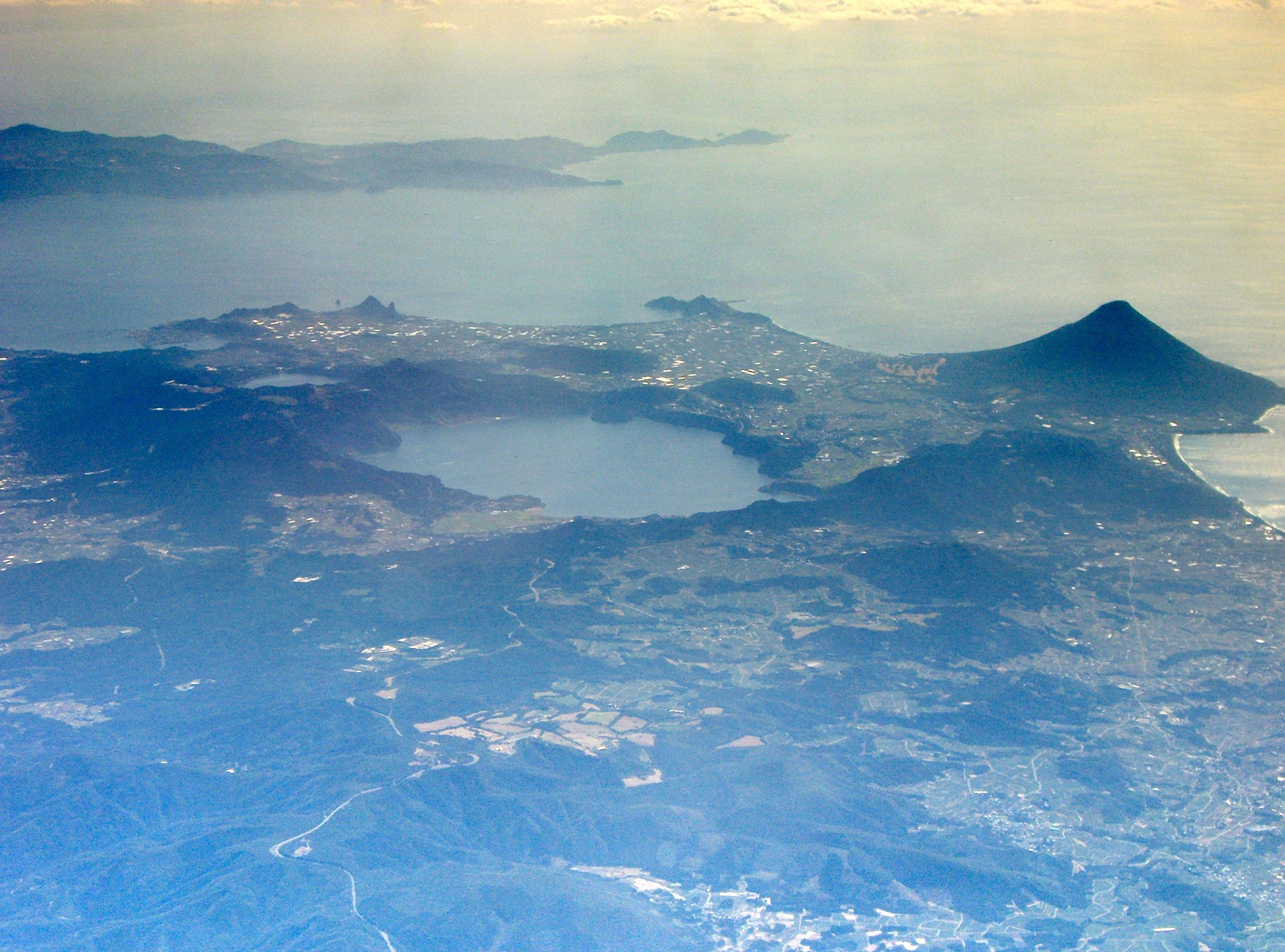
長崎鼻（開聞岳（右端）の左手、池田湖（中央）の上方にある岬）
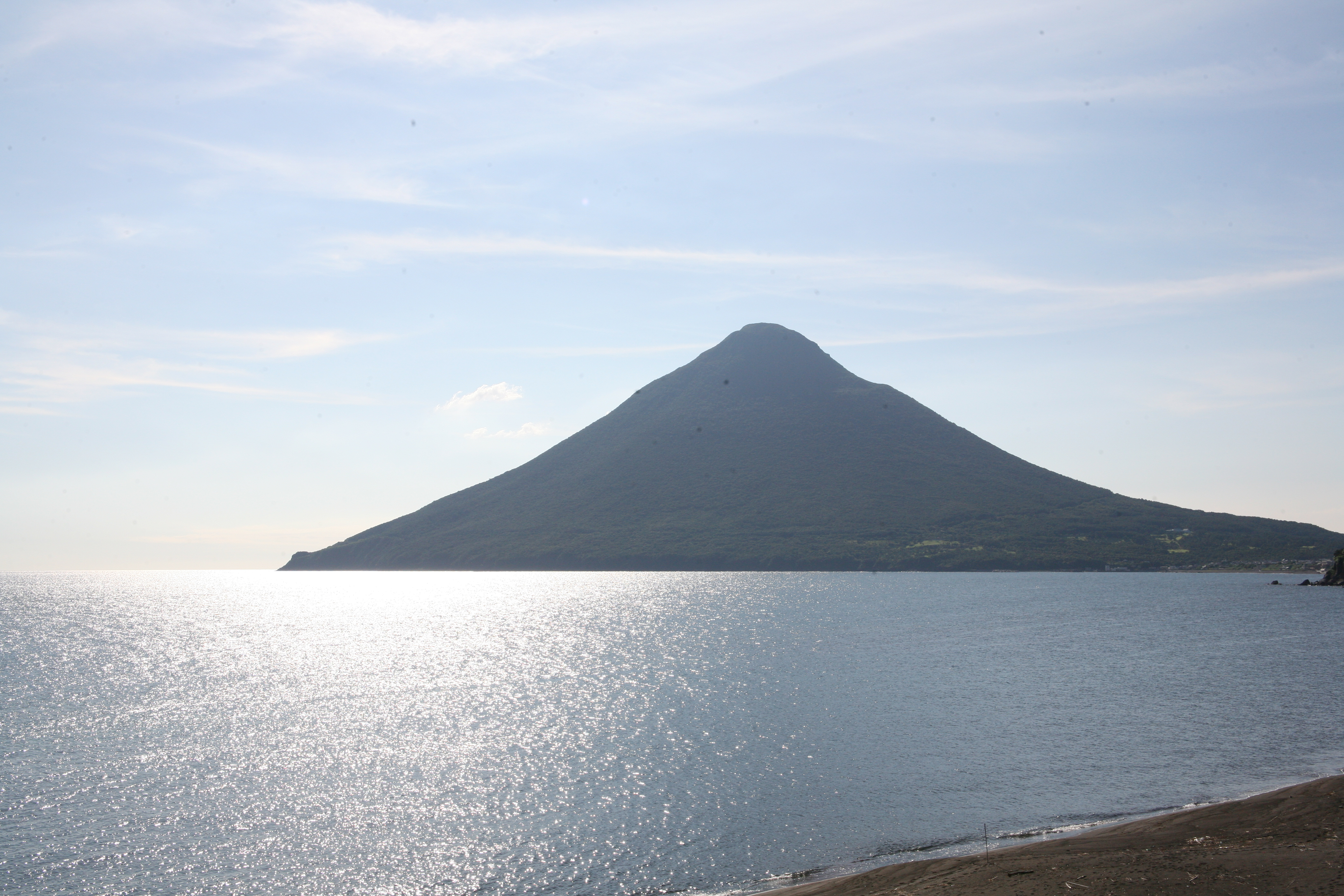
長崎鼻より望む開聞岳
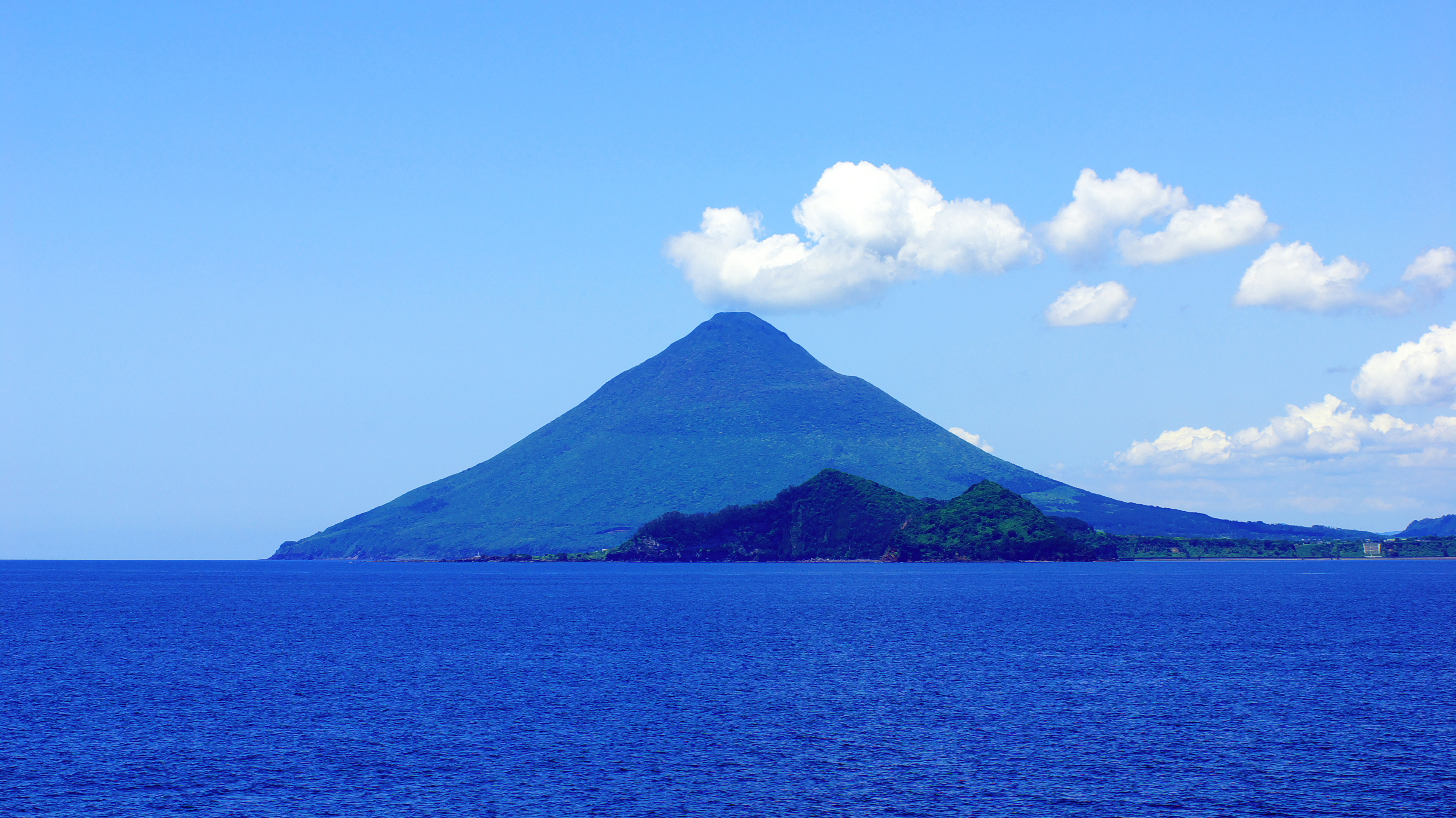
海上からみた長崎鼻（手前）と開聞岳（奥）